# 아적청춘몰재파
《아적청춘몰재파 : 청춘일기》(我的青春沒在怕)는 2020년 방송되었던 타이완의 드라마이다.

## 소개
- 서로 다른 성격의 친구 여섯 명에게 찾아온 일과 로맨스

## 등장인물
- 탕위저 - 가오톈슈어 역
- 차이황루 - 두밍샨 역
- 정여희 (Lyan Cheng) - 리메이치 역
- 왕가량 (Edison Wang) - 뤄위에팡 역
- 교아림 (喬雅琳) - 뤄단팡 역
- 진경선 (Genie Chen) - 타오티엔티엔 역
- 장예헌 (臧芮軒) - 랴오치엔만 역
- 사상아 (謝翔雅) - 장징판 역